# Polska legionen i Finland
Polska legionen i Finland (Legion Polski w Finlandii) var under finska inbördeskriget ett militärt förband med huvudkvarter i Viborg.
Den bildades av polacker som tjänstgjort i den ryska armén i Finland under första världskriget efter februarirevolutionen på sommaren 1917. Legionen bestod av 1 700 soldater och 37 officerare. Förman var fänrik Stanislaw Robert Prus-Boguslawski. Särskilt verksam var legionen i Viborg. Den vita finska armén avböjde erbjuden hjälp från dem. Man litade inte riktigt på polackerna, dessutom fruktade man att de röda senare skulle påstå att polackerna hjälpte de vita att vinna kriget.
Polska soldater deltog i strider mot rysk militär i Viborg den 22 januari 1918. De polska förbanden upplöstes i april 1918.  Polackerna överlät mycket vapen och ammunition till de vita.